# Dewi Tschankotadse

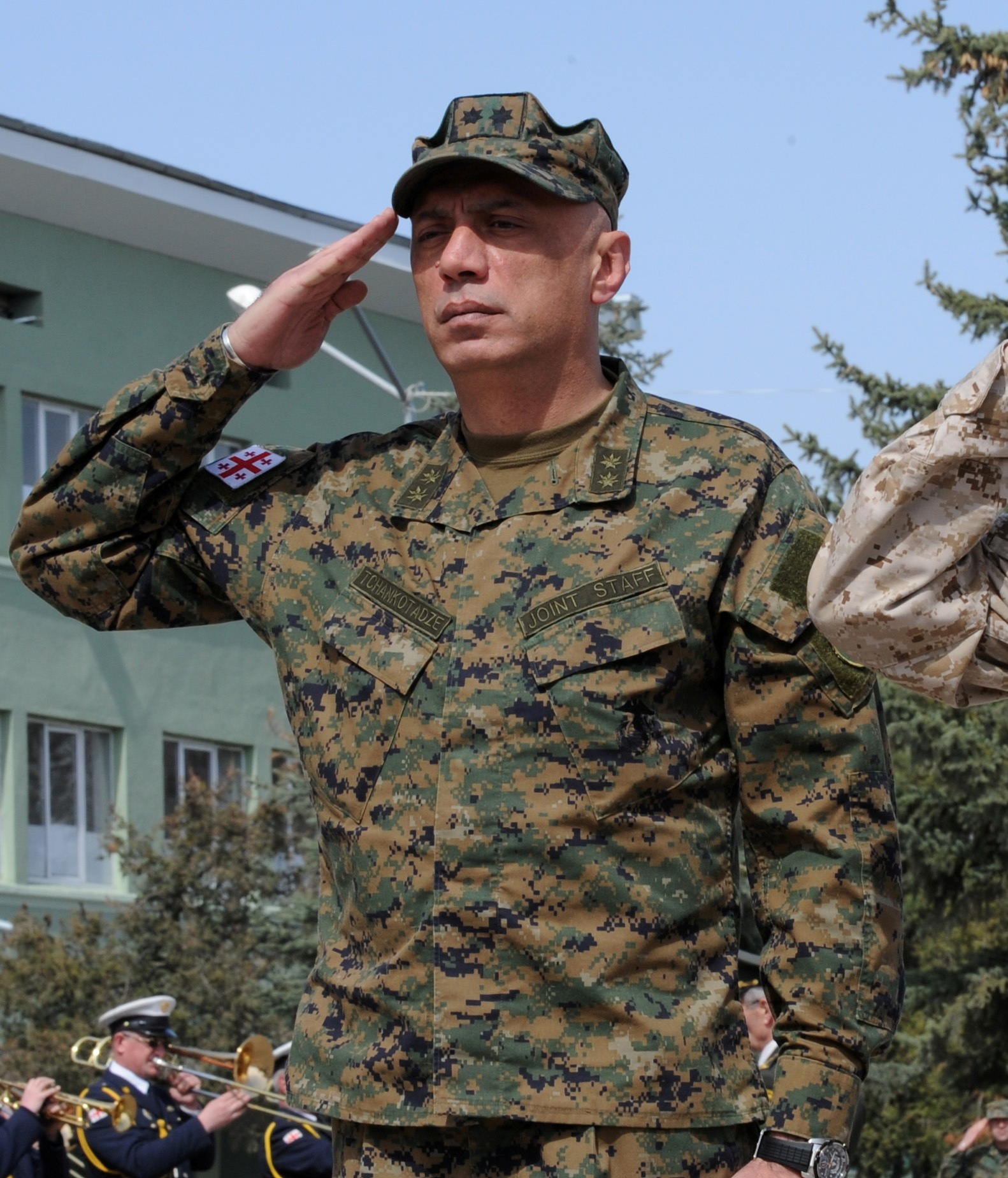
Dewi Tschankotadse, 2009

Dewi Tschankotadse (georgisch დევი ჭანკოტაძე, englische Transkription: Devi Chankotadze; * 1. September 1961) war Generalstabschef der Streitkräfte Georgiens.

## Werdegang
Dewi Tschankotadse wurde in den Jahren von 1978 bis 1982 in einer Artillerieschule in Tiflis militärisch ausgebildet. Bis 1990 war er Angehöriger der Sowjetarmee. In den 1990er Jahren gehörte er der georgischen Nationalgarde an und war Befehlshaber von Artillerieeinheiten. 2001 nahm er an einer weiteren militärischen Ausbildung in Peking teil. 2000 bis 2004 arbeitete er im Generalstab der Streitkräfte Georgiens und danach etwa ein Jahr als Militärrepräsentant. 2005 trat er aus den Streitkräften aus. 2007 kehrte er als Kommandeur einer Artilleriebrigade wieder zur Armee zurück. Nach dem Kaukasuskrieg 2008 wurde Tschankotadse stellvertretender Vorsitzender des Generalstabs der georgischen Streitkräfte und 2009 Generalstabschef.

## Persönliches
Tschankotadse ist verheiratet und hat eine Tochter.